# Glay, Doubs
Glay là một xã của tỉnh Doubs, thuộc vùng Bourgogne-Franche-Comté, miền đông nước Pháp.

## Dân số
| 1962                                                            | 1968 | 1975 | 1982 | 1990 | 1999 |
| --------------------------------------------------------------- | ---- | ---- | ---- | ---- | ---- |
| 310                                                             | 314  | 325  | 268  | 307  | 314  |
| Nombre retenu à partir de 1962: Population sans doubles comptes |      |      |      |      |      |

Ước lượng năm 2004 là 306.